# Paul Mitchell
Paul Mitchell (Boston, 14 novembre 1956 – Dryden Township, 15 agosto 2021) è stato un politico statunitense, membro della Camera dei Rappresentanti per lo stato del Michigan dal 2017 al 2021.

## Biografia
Nato a Boston, nel Massachusetts e cresciuto a Waterford, nel Michigan, Mitchell si laureò all'Università statale del Michigan.
La sua carriera politica iniziò nel 2013 quando si candidò ad un seggio nel Senato del Michigan, ritirandosi però in seguito dalla corsa. Mitchell si candidò poi alla Camera dei Rappresentanti per il quarto distretto del Michigan nel 2014, perdendo le primarie repubblicane contro John Moolenaar.
Nel 2015 si trasferì nel decimo distretto per candidarsi alla Camera in quella circoscrizione, dopo la decisione della deputata di lungo corso Candice Miller di non ricandidarsi. Mitchell vinse le primarie repubblicane contro Phil Pavlov e poi nelle elezioni generali dell'8 novembre batté il democratico Frank Accavitti con il 32,3% dei voti venendo eletto deputato.
Riconfermato per un secondo mandato nel 2018, rinunciò a candidarsi nuovamente nel 2020, in aperta polemica con il governo federale e con Donald Trump. In segno di protesta nei confronti di un Presidente nelle cui azioni non si riconosceva, Mitchell annunciò il proprio abbandono del Partito Repubblicano e trascorse gli ultimi mesi da deputato come indipendente.